# Silesisk häst
Den silesiska hästen är en hästras som avlats fram i Polen. Rasen härstammar från den historiska provinsen Schlesien, som numera ligger huvudsakligen i Polen, samt lite i Tjeckien och Tyskland. Provinsen hette Silesia på latin, vilket har gett rasen dess namn. Den silesiska hästen avlades fram under slutet av 1800-talet och var en mycket populär hästras fram till 1990-talet då den snabbt minskade i antal, men i dag finns en stark stam av dessa hästar i Polen. Den silesiska hästen används främst som rid- och körhäst.

## Historia
Den silesiska hästen avlades fram i sydvästra Polen under slutet av 1800-talet. Man använde sig av inhemska, polska hästar som korsades ut med tyska oldenburgare och östfrisiska hästar. Senare korsade man även in engelska fullblod och andra tyska halvblodshästar. Resultatet blev en stor häst av varmblodstyp. Hästarna användes då som jordbrukshästar och vagnshästar. Även om Andra världskriget gjorde att aveln saktades ner något så påverkades den silesiska hästen inte speciellt mycket av kriget, i jämförelse med många andra raser, och aveln fortsatte som vanligt efter kriget.
Rasens första stambok startades 1961 men register har förts över hästarna sedan slutet av 1800-talet. Idag registrerar man två olika typer av den silesiska hästen, en gammal typ och en sportigare, modern typ. Rasen har dock minskat kraftigt i antal sedan mitten av 1900-talet. 1993 fanns över 64 000 registrerade hästar vilket mer än halverades till 1996 då enbart 23 600 hästar fanns registrerade. 2008 hade stammen minskat kraftigt ner till 5000 registrerade hästar. Idag är dock denna stam stark, även om hästarna är relativt ovanlig som ras.

## Egenskaper
Den silesiska hästen är den största och tyngsta av de polska varmblodshästarna med en genomsnittlig mankhöjd på 160–170 cm. Den sportiga typen är dock alltid något högre med en mankhöjd på ca 165–170 cm. Hästarna används idag främst inom ridsport och som körhästar men har även blivit populära inom turismen då hästarna har ett stabilt och lugnt temperament. Hästarna är kända för att mogna tidigt och växa snabbt. Hästarna är starka med stor dragkraft.
Hästarna avlas idag mycket på sin färg. Hästarna är främst bruna eller svarta. Fux och skimmel existerar och registreras, men tillåts inte i avel. En undersökning visar att brun hästar utgör hela 75,6 % av populationen och svarta 21,8, vilket gör att enbart 2,6 % av de registrerade hästarna är skimmel eller fux. Testet gjordes på 3507 hästar som var registrerade i stamboken.